# Tartiflette

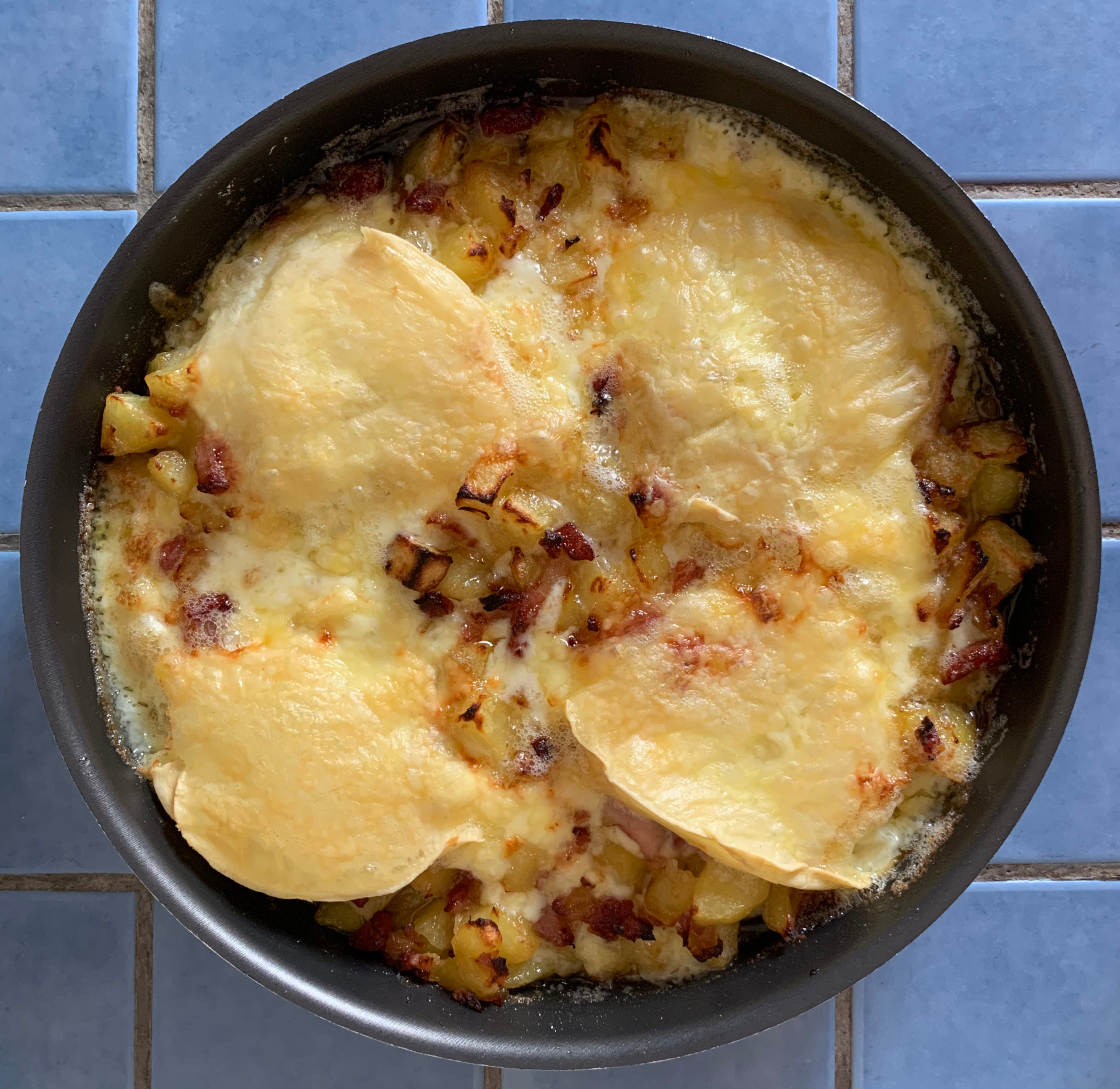
Tartiflette

Tartiflette ist ein Kartoffelauflauf mit Reblochon-Käse. Tartiflette ist dabei trotz des  savoyardischen Images kein traditionelles Gericht. Um 1980 wurde das Rezept vom Syndicat interprofessionnel du Reblochon aus der Taufe gehoben, der Organisation, die die Interessen der Hersteller des Reblochon-Käse vertritt.
Mittlerweile ist Tartiflette fest mit den Savoyen verknüpft. Es gibt Dutzende Rezepte. Jedes Tal, manchmal sogar jedes Dorf, hat seine Abwandlung des Rezeptes.
Die Grundbestandteile von Tartiflette sind Kartoffeln, ein ganzer Reblochon sowie Zwiebeln. Die Kartoffeln werden gekocht und dann mit dem horizontal halbierten Käse in einer Auflaufform überbacken. Oft beinhaltet eine Tartiflette auch noch Speck, Crème fraîche oder Weißwein.
Meist wird Tartiflette direkt aus der Form mit einem grünen Blattsalat und Savoyer Weißwein serviert.
Der Name leitet sich von den im Frankoprovenzalischen Tartiflâ genannten Savoyer Kartoffeln ab.

## Varianten
Varianten der Tartiflette sind Tartichèvre, bei dem statt Reblochon Ziegenkäse verwendet wird, und Croziflette, bei dem die Kartoffeln durch Crozets, das sind kleine quadratische Nudeln, ersetzt werden. In den Vogesen ist zudem die Vosgiflette bekannt, die mit Münsterkäse zubereitet wird.